# Tah
Tah (en árabe: طاح‎, en lenguas bereberes: ⵟⴰⵄ, en francés: Tah) es un municipio marroquí en la región El Aaiún-Saguía el-Hamra. Desde 1916 hasta 1958 perteneció al territorio español de Cabo Juby.